# Iscrizione di Pilato

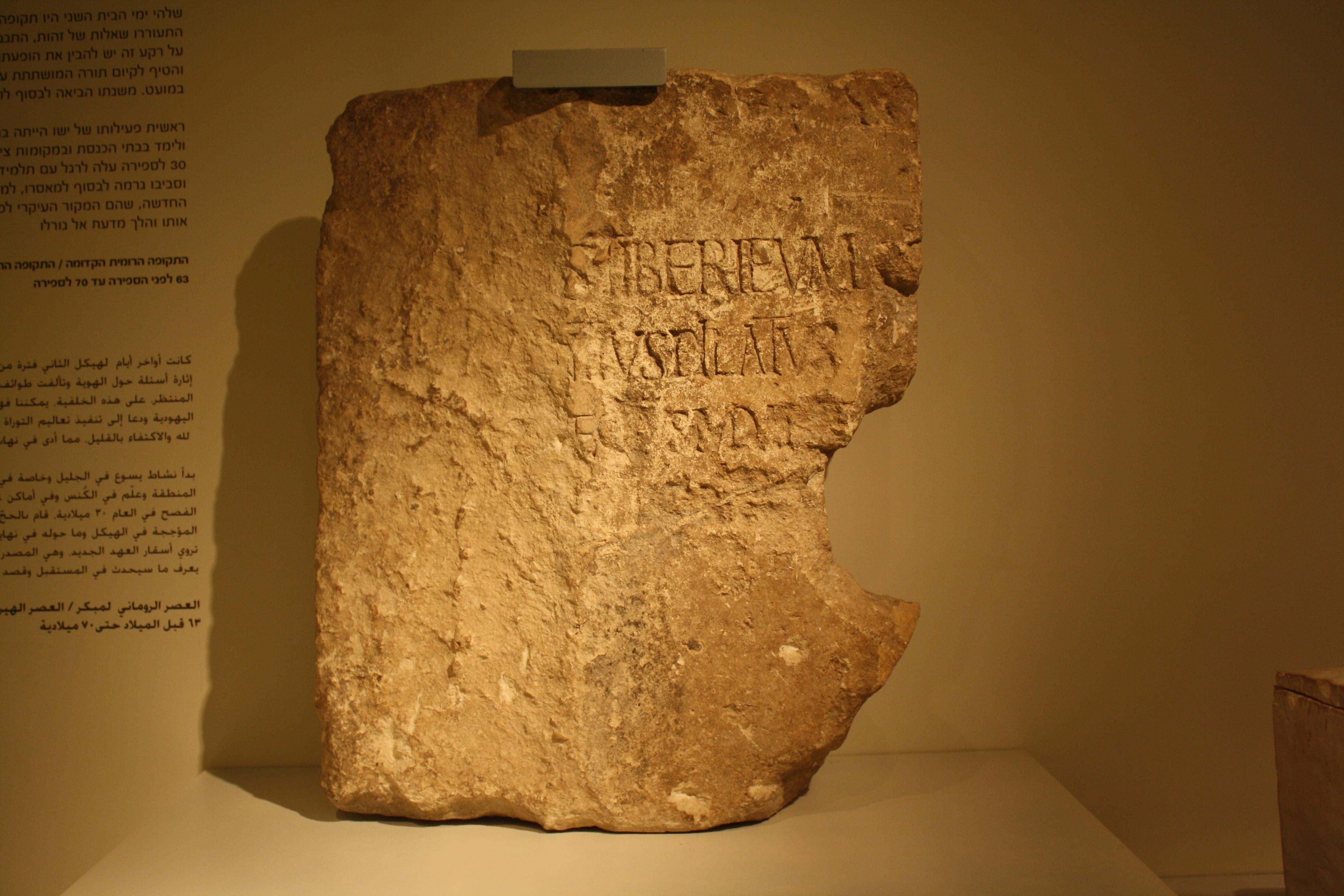
L'Iscrizione di Pilato, esposta presso il Museo di Israele, a Gerusalemme

L'Iscrizione di Pilato (AE 1963, 104) è un blocco di pietra riportato alla luce nel 1961 dall’archeologa Maria Teresa Fortuna Canivet durante una campagna guidata da Antonio Frova in uno scavo di un teatro romano presso l'antica capitale della Giudea, Cesarea marittima. L'iscrizione nel blocco, danneggiata ma parzialmente leggibile, riporta l'iscrizione:
(AE 1963, 104)
Sulle possibile interpretazioni della parola Tiberiéum sono state avanzate diverse ipotesi. Appare chiaro comunque che il termine indichi un edificio costruito in onore di Tiberio. La struttura dove è stata trovata l'iscrizione era quindi forse un tempio costruito in onore dell'imperatore Tiberio da parte di Ponzio Pilato, prefetto della Giudea.
L'iscrizione è attualmente conservata nel Museo di Israele a Gerusalemme.

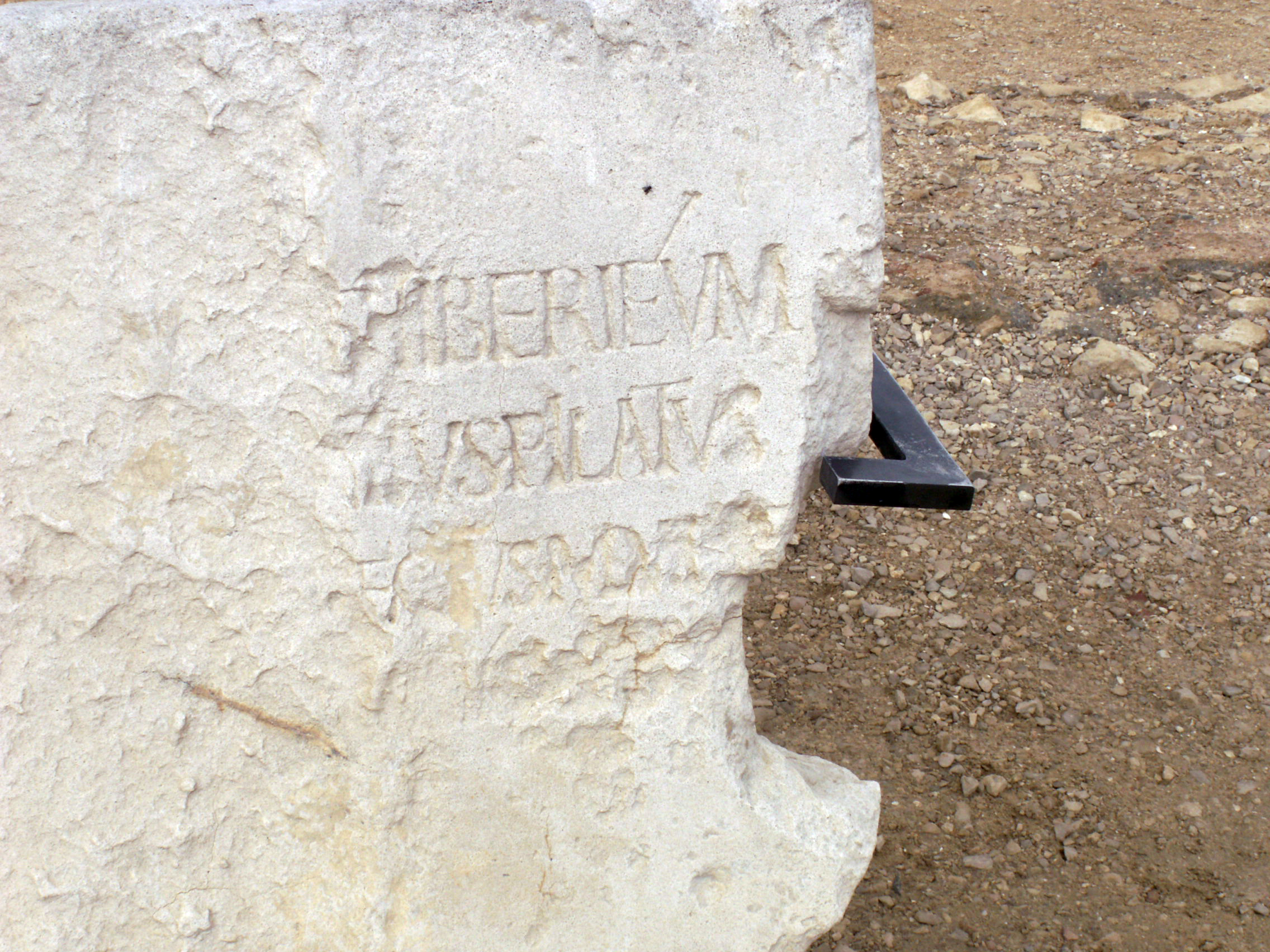
Riproduzione dell'Iscrizione di Pilato, esposta a Cesarea marittima

L'iscrizione, generalmente nota con il nome di Iscrizione di Pilato (in lingua inglese Pilate Inscription), ha fornito un nuovo elemento per lo studio della storia del tempo, anche in relazione alle origini del Cristianesimo. Per secoli si era discusso sulla storicità non solo di Gesù, ma anche degli altri personaggi menzionati nei vangeli. La figura di Ponzio Pilato, l'ufficiale romano che i Vangeli indicano come colui che ha ordinato l'uccisione di Gesù, pur non essendo menzionato nei registri ufficiali dell'Impero conservatisi, è documentata dagli autori ebraici del tempo. È il caso, in particolare, di Giuseppe Flavio nella sua Guerra giudaica e di Filone di Alessandria. La sua effettiva carica in Giudea è stata oggetto di controversie: in particolare non era chiaro se fosse un prefetto o un procuratore. Sotto questo aspetto, l'iscrizione pare chiarire come il suo titolo ufficiale sia stato quello di Praefectus Iudaeae. La scrittrice Dorothy Milne Murdock ha avanzato l'ipotesi che la "I" e la "T" nella parola PILATUS siano state inserite successivamente, evidenziando comunque come questo non metta in dubbio l'esistenza di Ponzio Pilato, già documentata tramite Giuseppe Flavio e Filone.
Una copia dell'iscrizione si trova nel Civico museo archeologico di Milano.